# Trocknungsschaden
Als Trocknungsschaden bezeichnet man einen Holzfehler, der durch eine unsachgemäße Holztrocknung verursacht wurde. Leichte Trocknungsschäden haben keinen oder nur einen geringen Einfluss auf die weitere Verarbeitung. Größere Fehler dagegen schränken eine Weiterverarbeitung des Holzes erheblich ein.
Der häufigste Trocknungsschaden ist die Ausbildung von Oberflächenrissen. Diese verlaufen meistens im rechten Winkel zu den Jahresringen. Sie können den Verschnitt bei der Holzverarbeitung erheblich erhöhen. 
Innenrisse treten meist quer zu den Jahresringen auf und werden gewöhnlich erst sichtbar, wenn das Holz aufgeschnitten wird. Innenrisse sind meist die Folge eines Zellkollapses. Dadurch verdichtet sich das Holz unterhalb des Risses und ist meist dichter als das übrige Holz. Innenrisse sind gewöhnlich die Folge einer zu schnellen Trocknung. Zu einem Zellkollaps kommt es vor allem, wenn das zu trocknende Holz zu Beginn zu feucht war.
Verwerfungen sind weitere, typische Trocknungsschäden. Sie treten vor allem dann auf, wenn Holz zugeschnitten wird, bevor es ausreichend getrocknet ist. Gewöhnlich treten Verwerfungen quer zur Faser auf und führen zu einer Querkrümmung (konvexe Wölbung auf der Seite, die dem Zentrum des Stammes zugewandt war) oder Längskrümmung des Brettes. 
Werden beim Trocknen Lagerleisten verwendet, die aus anderen Hölzern gefertigt sind, dann können diese das Trockengut an der Stelle, auf denen die Bretter aufliegen, verfärben. Die Verfärbungen gehen gelegentlich tief in das Holz hinein. Bei hellen Hölzern wie Ahorn und Birke kann dies zu erheblichen Schäden führen.

## Belege